# Colobicones singularis
Colobicones singularis is een keversoort uit de familie somberkevers (Zopheridae). De wetenschappelijke naam van de soort werd in 1918 gepubliceerd door Antoine Henri Grouvelle.